# Тјомкино
Тјомкино (рус. Тёмкино) насељено је место са административним статусом села на западу европског дела Руске Федерације. Насеље је смештено у источном делу Тјомкиншког рејон чији је уједно административни центар, на истоку Смоленске области. Насеље је смештено на око 170 км источно од административног центра области, града Смоленска и важна је железничка станица на прузи која спаја Вјазму са Калугом.
Према проценама националне статистичке службе из 2013. у селу је живело 2.406 становника, или око 40% укупне популације рејона. 

## Историја
Данашње насеље добило је име по селу које се некада налазило 3 км северније, а које је настало као погранични пункт између Литваније и Московске кнежевине, а селом је управљао извесни војвода Григориј Тјомни. Садашње насеље настало је 1874. као железничка станица на тадашњој Сизрано-вјаземској железници која повезује Калугу са Вјазмом. 
Средином XIX века у селу је живело тек око 180 житеља у 25 домаћинстава. Све до 1917. село је било у саставу Јухновског округа тадашње Смоленске губерније, а потом и део Вјаземског округа. Рејонски центар је од 1929. и оснивања Тјомкиншког рејона. 

## Демографија
Према подацима са пописа становништва 2010. у селу је живело 2.414 становника, док је према проценама из 2013. село имало 2.406 становника.
| 1989. | 2002. | 2010. | 2014. |
| ----- | ----- | ----- | ----- |
| 2.764 | 2.452 | 2.414 | 2.406 |